# The Left Banke

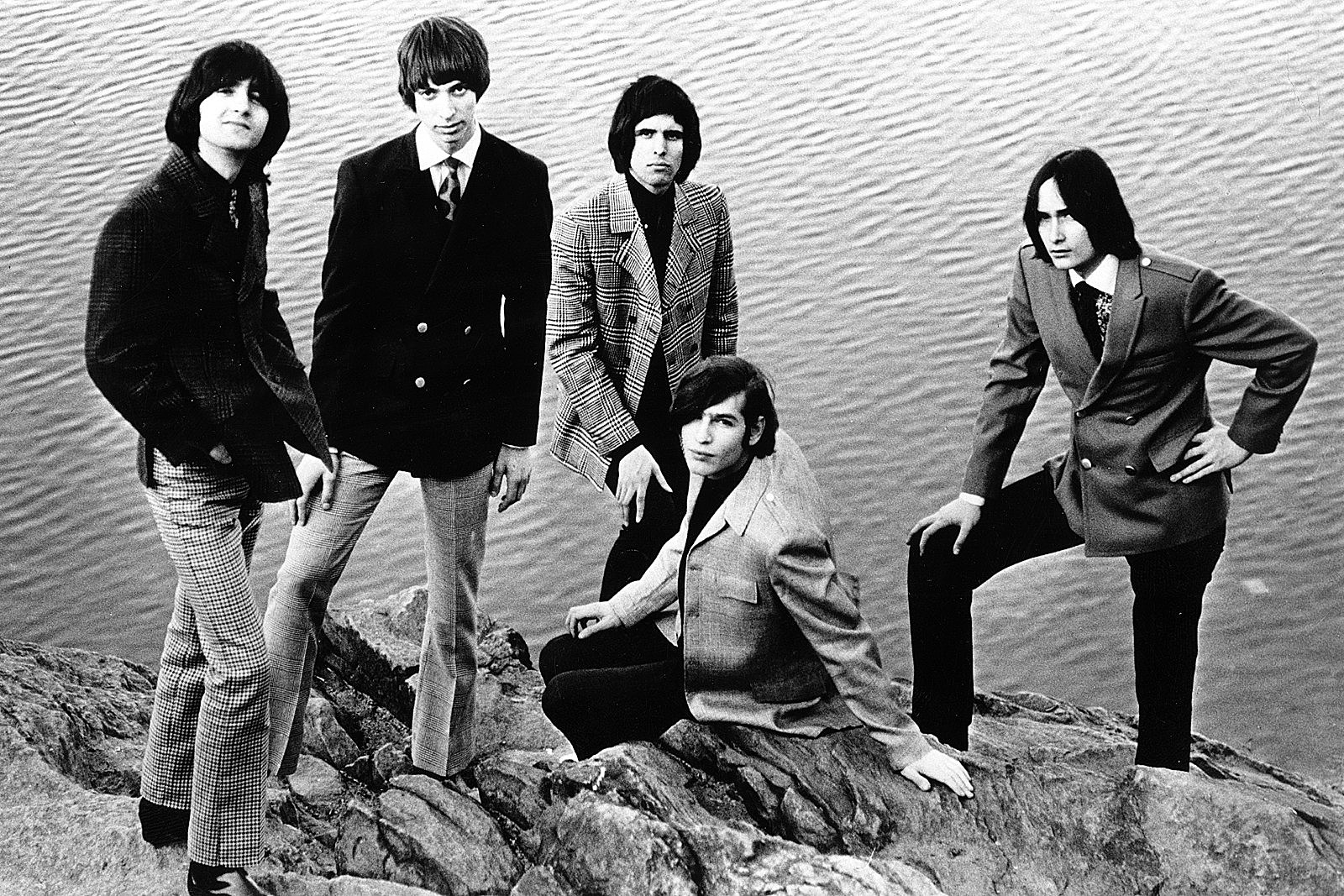
The Left Banke 1966.

The Left Banke' är en popgrupp bildad 1965 i New York i USA. Deras ljudbild var inspirerad av klassisk musik och inkluderade ofta stråkar. Gruppens två största hits blev "Walk Away Renee" och "Pretty Ballerina".
Vid bildandet 1965 bestod gruppen av Steve Martin (sång), Michael Brown (keyboard), George Cameron (gitarr), Tom Finn (bas), och Warren David-Schierhorst (trummor). David-Schierhorst lämnade dock gruppen snabbt och ersattes istället av Cameron på trummor, samtidigt som Jeff Winfield tog över på gitarr. Winfield ersattes i sin tur 1966 av Rick Brand.
Michael Brown skrev gruppens genombrottslåt "Walk Away Renée" som blev en stor amerikansk hitsingel sent 1966 och nådde #5 på Billboard Hot 100. Även nästa singel "Pretty Ballerina" skrevs av Brown och blev en hit tidigt 1967. Efter att Brown spelat in låten "Ivy Ivy" med anonyma studiomusiker istället för gruppmedlemmarna och gett ut den som The Left Banke blev det dålig stämning inom gruppen. Brown kom att lämna The Left Banke till och från, och gruppen upplöstes slutligen 1969. På 1970-talet återförenades gruppen kort två gånger. Sedan 2011 har Tom Finn och George Cameron uppträtt under gruppnamnet med nya gruppmedlemmar, och vid vissa tillfällen har även Michael Brown medverkat.
2004 blev "Walk Away Renée" listad i magasinet Rolling Stones The 500 Greatest Songs of All Time som #220.

## Diskografi, album
- Walk Away Renee/Pretty Ballerina (1967)
- The Left Banke, Too (1968)